# Maja crispata
Maja crispata is een krabbensoort uit de familie van de spinkrabben (Majidae). De wetenschappelijke naam van de soort werd in 1827 gepubliceerd door Antoine Risso.